# Rezerwat przyrody Mokradła koło Leśniczówki Łowiska
Rezerwat przyrody Mokradła koło Leśniczówki Łowiska – torfowiskowy rezerwat przyrody położony na terenie gminy Wałcz w powiecie wałeckim (województwo zachodniopomorskie).
Obszar chroniony utworzony został 24 listopada 2011 r. na podstawie Zarządzenia Nr 38/2010 Regionalnego Dyrektora Ochrony Środowiska w Szczecinie z dnia 4 maja 2011 r. w sprawie uznania za rezerwat przyrody „Mokradła koło Leśniczówki Łowiska” (Dz. Urz. Woj. Zach. 2011 r. Nr 128, poz. 2330).

## Położenie
Rezerwat ma 101,75 ha powierzchni (z czego 8 do 10 ha zajmuje jezioro Jeleń); w całości pod ochroną czynną. Obejmuje on tereny nadleśnictwa Tuczno (wydzielenia leśne 123a, b, c, d, ~a, ~b, ~c, ~d, 124a, b, c, d, f, g, ~a, ~b, ~c, ~d, ~f, 144a, b, c, d, f, g, h, i, ~a, ~b, ~c) i jeziora Jeleń (Linowe Długie), Sołtyskie i Oczko, co odpowiada obrębowi ewidencyjnemu Prusinowo Wałeckie (dz. ew. nr 8123, 8124, 124/2, 8144, 144/2, 144/3). Znajduje się w granicach Obszaru Chronionego Krajobrazu Puszcza nad Drawą oraz dwóch obszarów Natura 2000: specjalnego obszaru ochrony siedlisk „Uroczyska Puszczy Drawskiej” PLH320046 i obszaru specjalnej ochrony ptaków „Lasy Puszczy nad Drawą” PLB320016, leżąc w obrębie Puszczy Drawskiej.
W odległości 3 km na wschód leży Smoląg, 4 km na zachód – Mielęcin, a 5 km na północ – Prusinówko. Ok. 100 m na południe od jeziora Jeleń leży leśniczówka Łowiska, od której obszar bierze swoją nazwę. Granica rezerwatu częściowo pokrywa się z granicą gmin Wałcz i Człopa.

## Charakterystyka
Celem ochrony rezerwatowej jest „zachowanie kompleksu torfowisk przejściowych i jezior wraz z ich zlewnią porośniętą przez bory sosnowe i mieszane oraz ochrona stanowisk rzadkich gatunków roślin wodnych i torfowiskowych, między innymi elismy wodnej Luronium natans oraz mchu sierpowca błyszczącego Drepanocladus vernicosus”. Występują tu siedliska chronione prawem unijnym: torfowiska przejściowe, trzęsawiska, obniżenia na podłożu torfowym oraz brzegi lub osuszane dna zbiorników wodnych.
Całość kompleksu obejmuje 3 jeziorka i otaczający je bór sosnowy. Elisma wodna rośnie obficie w jeziorze Jeleń. We wszystkich jeziorach występuje mieszaniec dwóch gatunków grzybieni (białego i północnego) Nymphaea × borealis. Występuje tu rzadka soplówka gałęzista, a także charakterystyczne dla torfowisk bagnica torfowa, rosiczka okrągłolistna, pływacz drobny i pośredni. Torfowiska tworzą zespoły roślinne Sphagno-Caricetum rostratae, Rhynchosporetum albae i Caricetum limosae. Wśród fauny wyróżniają się pijawka lekarska, rzęsielnica Donacia obscura i kusaki Acylophorus wagenschieberi i Atanygnathus terminalis. Gniazdują tu m.in. gągoł, brodziec samotnik, łabędź niemy czy żuraw zwyczajny.